# ولاستا ماتلووا
ولاستا ماتلووا (چکی: Vlasta Matulová؛ ۳۱ اکتبر ۱۹۱۸ – ۱۸ آوریل ۱۹۸۹) بازیگر اهل کشور چکسلواکی بود. او از سال ۱۹۴۰ تا ۱۹۷۷ در بیش از بیست فیلم ظاهر شد.
از فیلم‌ها یا برنامه‌های تلویزیونی که وی در آن نقش داشته‌است می‌توان به آزمایش اشاره کرد.